# Velká pláň (Svitavská pahorkatina)
Velká pláň (571 m n. m.) je vrch v okrese Ústí nad Orlicí v Pardubickém kraji. Leží asi 1 km severovýchodně od obce Anenská Studánka na jejím katastrálním území.

## Geomorfologické zařazení
Geomorfologicky vrch náleží do celku Svitavská pahorkatina, podcelku Českotřebovská vrchovina, okrsku Hřebečovský hřbet a podokrsku Koclířovský hřbet.